# Соні Дві Кункоро
Соні Дві Кункоро (нар. 7 липня 1984, Сурабая, провінція Східна Ява, Індонезія) — індонезійський бадмінтоніст, олімпійський медаліст, призер чемпіонатів світу.

## Спортивні досягнення
Виступає в одиночному розряді. На Олімпійських іграх 2004 року в Афінах здобув бронзову нагороду. Брав участь в Олімпійських іграх 2008 року, де посів 5 місце.
Срібний призер чемпіонату світу 2007 року, та бронзовий призер чемпіонату світу 2009 року.